# Runenstein von Klejtrup

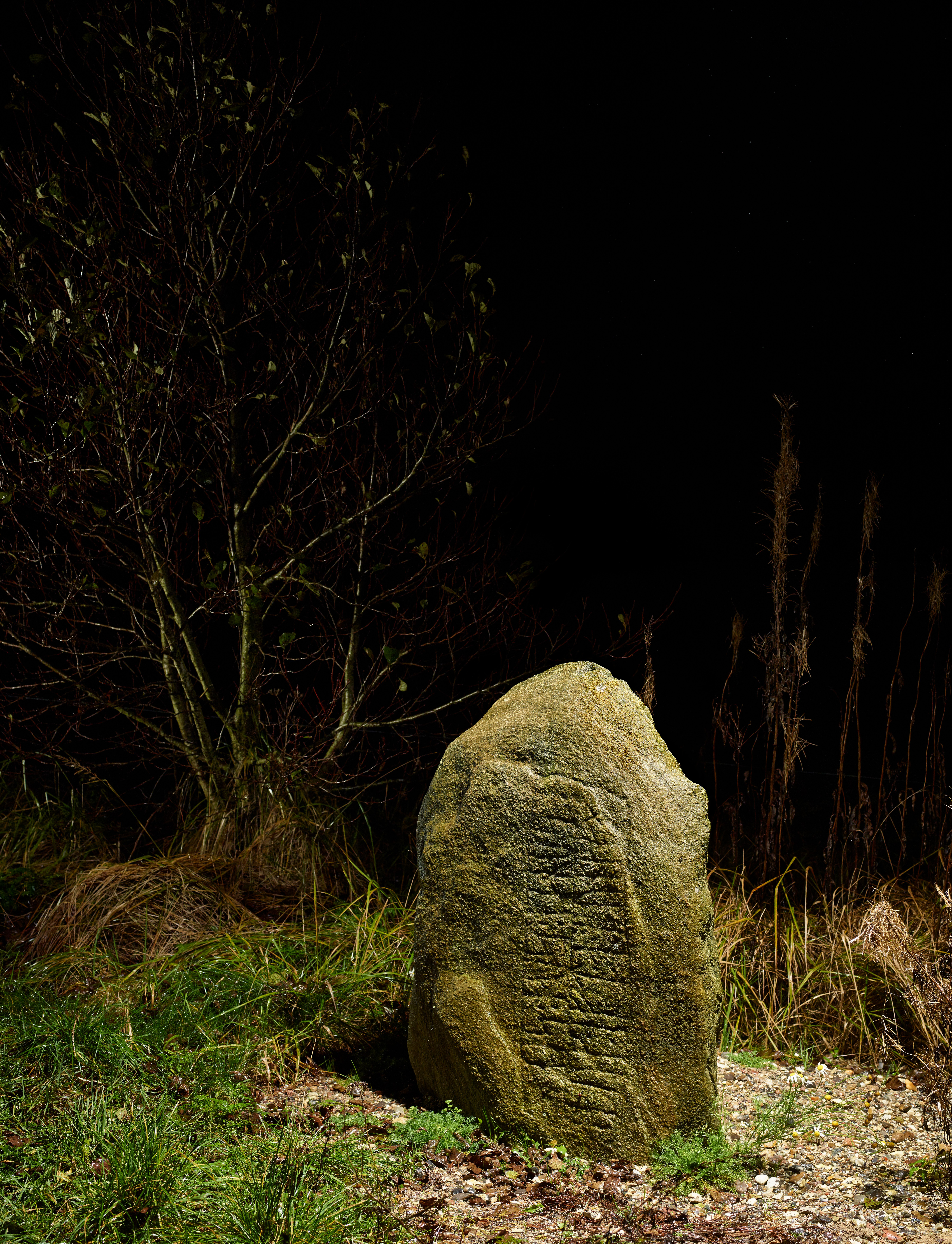
Runenstein von Klejtrup

Der 1978 wiedergefundene, etwa 1,65 m hohe, 0,87 m breite und 34 cm dicke Runenstein von Klejtrup (DK MJy 33; EM85;308) befindet sich am Søvej, nördlich des Klejtrup Sø (See), nordöstlich von Viborg in der Region Midtjylland auf Jütland in Dänemark in der Nähe seines Fundortes. Es ist unwahrscheinlich, dass sich der auf 970–1020 n. Chr. datierte Runenstein aus Gneis nahe seinem ursprünglichen Standort befindet.
Recherchen ergaben, dass der Stein bis 1942 unbemerkt im nahen See lag. In diesem Jahr wurde der Wasserspiegel des Sees um 60 cm gesenkt. Der Eindruck, dass der Stein an seiner ursprünglichen Stelle lag, ist durch eine Ausgrabung widerlegt worden. Nach Angaben des Nationalmuseums ging er beim Transport zu einer Kirche (ggf. auf dem Eis des Sees) verloren. Er ist anscheinend Teil eines Denkmals mit mehr als einem Stein, aber es wurde kein anderer Stein gefunden.
Der erhaltene Teil der 12 bis 15 cm hohen Inschrift, in zwei senkrechten Linien lautet:
auk : ift : ąmunta : | : sunaR : sun : sin :
auch nach Amunde, seinem Enkel